# Miltochrista askoldensis
Miltochrista askoldensis là một loài bướm đêm thuộc phân họ Arctiinae, họ Erebidae.